# Camponaraya
Camponaraya település Spanyolországban, León tartományban. Lakosainak száma 4104 fő (2024).

## Földrajza
Camponaraya Carracedelo, Cacabelos, Arganza, Cabañas Raras és Ponferrada községekkel határos.

## Népesség
A település lakosságának változását az alábbi diagram mutatja:
| Lakosok száma | 3203 | 3411 | 4035 | 4246 | 4220 | 4131 | 4072 | 4096 | 4109 | 4104 |
|               | 2001 | 2004 | 2007 | 2009 | 2012 | 2014 | 2017 | 2019 | 2022 | 2024 |